# مقتل ألون شمريز ويوتام حاييم وسامر طلالقة
في 15 ديسمبر 2023، أطلق جنود من الجيش الاحتلال الإسرائيلي يعملون في الشجاعية بغزة في إطار الغزو الإسرائيلي لقطاع غزة عام 2023 الرصاص على ثلاثة رهائن إسرائيليين كانوا قد أُسروا خلال عملية طوفان الأقصى الذي قادته حماس ضد إسرائيل عام 2023. كان من الواضح أن الرهائن غير مسلحين وعراة القمصان ويلوحون بعلم أبيض عندما قُتلوا. أثار الحادث انتقادات للجيش الإسرائيلي ومحاولات حكومة نتنياهو لحل أزمة الرهائن بالنزعة العسكرية داخل إسرائيل وإدانة العمل العسكري الإسرائيلي في غزة من الخارج.

## الأشخاص المعنيين
تم التعرف على الرهائن الثلاثة الذين قتلهم الجيش الإسرائيلي وهما يوتام حاييم (28 سنة) وألون شامريز (26 سنة) اللذان تم أسرهما من كيبوتس كفار عزة، وسامر طلالقة (24 سنة) الذي تم أسره من كيبوتس نير عام. وكان الرجال الثلاثة قد أُسروا خلال هجمات 7 أكتوبر/تشرين الأول. كان حاييم عازف طبول لفرقة هيفي ميتال، وكان شامريز طالب هندسة الحاسوب في كلية سابير، وكان طلالقة يعمل في مفرخ الكيبوتس ولكنه من بلدة حورة البدوية.

## الأحداث
وبحسب مسؤول جيش الإسرائيلي، فإن الرهائن الثلاثة خرجوا بلا قميص من أحد المباني باتجاه مجموعة من جنود الجيش الإسرائيلي «على بعد عشرات الأمتار»، وكان أحدهم يحمل عصا بقطعة قماش بيضاء. وأعلن أحد الجنود الإسرائيليين أنهم «إرهابيون»، وتم إطلاق النار عليهم. وقتل اثنان من الرهائن على الفور. وأصيب الآخر وركض عائدا إلى داخل أحد المباني، وبكى طلبا للمساعدة باللغة العبرية. ثم أمر قائد الكتيبة القوات بوقف إطلاق النار عليهم. وبعد ذلك، وقعت موجة أخرى من إطلاق النار من جنود الجيش الإسرائيلي وقتل الرهينة المتبقي. وذكرت صحيفة هآرتس أن جنود الجيش الإسرائيلي تبعوا الرهينة الثالث إلى داخل المبنى وقتلوه بالرصاص «لأنهم اعتقدوا أنه عضو من حماس يحاول استدراجهم إلى فخ». وذكرت يديعوت أحرونوت أن الجنود الإسرائيليين طالبوا الرهينة الثالث بالخروج من المبنى الذي كان يختبئ فيه، ثم أطلقوا النار عليه عندما ظهر مرة أخرى. أصبح الجنود متشككين عند انتشال الجثث لأن لديهم علامات تشير إلى أنهم كانوا بالفعل رهائن إسرائيليين تمكنوا من الهرب من خاطفيهم. تم التعرف على الرهائن على أنهم إسرائيليون بعد إعادة جثثهم إلى إسرائيل.
في الأيام التي سبقت الحادث، لاحظ الجنود أن المبنى الذي كان الرهائن يختبئون فيه، على بعد 200 متر من المكان الذي سيتم إطلاق النار عليهم فيه في النهاية المطاف، وكانت هناك لافتات قماشية كتب عليها «إس أو إس» و«المساعدة، الرهائن الثلاثة» معلقة من النوافذ. تمت كتابة الرسائل على القماش مع بقايا الطعام. وكان الجيش الإسرائيلي قد وضع علامة على المنزل باعتباره فخاً محتملاً.

## التفاعلات
اندلعت احتجاجات خارج مقر الجيش الإسرائيلي في تل أبيب في أعقاب الأنباء، للمطالبة إلى إنهاء أزمة الرهائن عن طريق التفاوض. قال الأستاذ بجامعة إسرائيل المفتوحة ياجيل ليفي إن هناك «فجوة حقيقية بين قواعد الاشتباك الرسمية والممارسة في ساحة المعركة»،  ووصف الصحفي الإسرائيلي ناحوم بارنياع الحادث بأنه جريمة حرب. كما قالت الأصوات الفلسطينية ومنتقدو جيش الإسرائيلي إن الحادث أظهر استخدام الجيش الإسرائيلي العشوائي للقوة على المدنيين والعقاب الجماعي، ورأوا أن الجنود أخطأوا في فهم استسلام الرهائن الإسرائيليين المستسلمين على أنهم فلسطينيون مستسلمون. صرح ساري باشي، مدير البرنامج في هيومن رايتس ووتش، أنه «لم يلق أحدٌ اهتمامًا قبل قتلهم»، وأن هذه القضية لم تخضع للتحقيق إلا مع تحول المتوفى "قبل قتله"، وأن هذه القضية لم تخضع للتحقيق إلا عندما تبين أن المتوفى إسرائيلي. صرح روي يلين من بتسيلم أن مجموعته وثقت "حوادث لا حصر لها لأشخاص استسلموا بوضوح وما زالوا مصابين بالإطلاق النار" وأن الحادث جاء بعد «اتجاه طويل من» تصعيد العنف الإسرائيلي الذي مر دون عقاب إلى حد كبير.

### من الجيش الإسرائيلي والحكومة الإسرائيلية
في 15 ديسمبر/كانون الأول، ذكر جيش الإسرائيلي أنه أثناء العمليات في الشجاعية ،لقد «تعرفوا عن طريق الخطأ على ثلاثة رهائن إسرائيليين على أنهم تهديد» وقتلوهم بنيران صديقة. صرح ضابط كبير في الجيش الإسرائيلي قائلاً: "لقد سمعنا مثل هذه الصرخات من أماكن في الماضي، وبعد ذلك كان هناك قتال، بعد أن تبين أن الإنذار كان محاولة لجذب قوات جيش الإسرائيلي إلى أحد المباني ثم فتح النار عليهم. لسوء الحظ، كنا نظن أنه كان مثل هذا الحادث."
وقدم بنيامين نتنياهو تعازيه لأسر الضحايا، بينما وصف يوآف غالانت عمليات القتل بأنها «حادثة مؤلمة لكل إسرائيلي». وصرح اللفتنانت جنرال هرتسي هاليفي أن إطلاق النار كان مخالفًا لقواعد الاشتباك الخاصة بالجيش الإسرائيلي وأن الرهائن«بذلوا كل ما في وسعهم لإظهار أنهم غير مؤذيين»، بما في ذلك خلع القمصان لإظهار أنهم لا يحملون متفجرات. في اليوم التالي، نشر الجيش الإسرائيلي مقطع فيديو له وهو يتحدث إلى الفرقة تسع وتسعون من الجيش الإسرائيلي، مذكرًا إياهم بعدم إطلاق النار على سكان غزة المستسلمين بل أخذهم كأسرى حرب. وأشار مستخدمو وسائل التواصل الاجتماعي إلى أن الجنود الذين ظهروا في خلفية الفيديو بدوا غير مبالين أو حتى أنهم كانوا يضحكون.
وعندما سئل عما إذا كان سيتم سحب الجنود المتورطين في قتل الرهائن الثلاثة من الخدمة، وصرح المتحدث باسم الجيش الإسرائيلي اللفتنانت كولونيل ريتشارد هيشت بأنه سيتم «دعمهم بكل طريقة ممكنة» لأن الحادث كان «خطأ فادحا ومأساويا». وصرح المتحدث باسم الجيش الإسرائيلي اللفتنانت كولونيل جوناثان كونريكوس أنه لن يتم اتخاذ أي إجراء تأديبي ضد الجنود، وأنه لن يحدث أي تغيير في العمليات البرية للجيش الإسرائيلي نتيجة عملية القتل.

## أنظر أيضا
- مقتل سامر أبو دقة
- مقتل شيرين أبو عاقلة